# Clément de Laage
Pour les autres membres de la famille, voir Famille de Laage.
Clément de Laage (1724 † 1794), seigneur de Bellefaye, conseiller secrétaire du roi près la cour des aides de Paris, en 1752, receveur général des domaines et bois de la généralité d’Orléans, fermier général en 1762, doyen des fermiers généraux sous la Révolution, a été condamné à mort par jugement du 19 floréal an II (8 mai 1794), puis guillotiné le jour même, à Paris, sur la place publique de la Révolution.

## Biographie
Clément de Laage de Bellefaye est né à Saintes l’an 1724. 
Il est le 10e enfant de l'union entre Marie Madeleine de Roffay et Élie Jacques de Laage. Son père est conseiller du Roi, receveur des tailles de Poitiers, (né le 6 août 1676 à Jonzac),. 
Clément de Laage naît au début du règne de Louis XV. À l’âge de 30 ans, il est nommé receveur des domaines de la généralité d’Orléans. En 1752, Clément démissionne de sa charge de receveur des tailles d’Orléans en faveur de son frère Jérôme, le 7e enfant. Il est nommé receveur des domaines et bois d’Orléans, puis secrétaire du Roi à la Cour des aides et enfin lieutenant des chasses de la capitainerie et Duché d’Orléans. 
Bien en cour, il épouse Marie-Madeleine Thérèse de Heere dans les salons de la marquise de Pompadour, au château de Versailles, le 22 août 1758.
Durant cette période, Clément de Laage se lie d’une grande amitié avec son cousin  Étienne de Silhouette (éphémère Contrôleur général des finances et Ministre d'État en 1759) qui le rendra plus tard légataire universel.
Aidé par ses relations dans le domaine de la finance, et notamment par Étienne de Silhouette, Clément de Laage acheta une charge de fermier général.
Il s’installe à Paris en 1763.
En 1763, au moment où Clément de Laage  est nommé fermier général, la situation politique de la France est bien sombre, les impôts sont élevés, les disparités sont accentuées, la situation géopolitique et économique française est désastreuse.
Clément de Laage héritera  la fortune d’Étienne de Silhouette et fit embellir le château de Bry notamment en créant des jardins à la française avec le concours des paysagistes les plus réputés. Il devint ainsi seigneur de Bry.
En 1780, il s’installe dans un hôtel particulier place Vendôme. Propriétaire de la seigneurie de Bellefaye, il agrandit les terres et favorise son développement. Il acquiert également le château de Beauregard à Villeneuve-Saint-Georges, situé dans l'actuel département du Val-de-Marne.
Il devient membre de la Société philanthropique en 1784.

### Sous la Révolution
Les événements révolutionnaires vont mettre un terme à ses privilèges. Le 1er janvier 1793, une commission composée de six fermiers généraux, dont Clément de Laage fait partie, est chargée de liquider la ferme générale.
Louis XVI, également dans une position complexe, fait part de ses projets de s’enfuir hors du territoire national à l’administrateur du trésor royal, Joseph Duruey, qui est  le beau-père du fils aîné de Clément de Laage.
En 1793, les fermiers généraux sont écroués, dont son fils aîné. Ils seront transférés à l’hôtel de la ferme pour y achever leurs comptes.

### Jugement du 19 floréal an II
Clément de Laage est guillotiné à Paris le 19 floréal an II (8 mai 1794), à 17 h, selon le jugement visant également 27 autres fermiers généraux, dont le scientifique Antoine Lavoisier. Àgé de soixante-dix ans, il était le doyen des fermiers généraux
À la Conciergerie, sur la liste des guillotinés, une erreur de transcription le désigne sous le nom de Clément Delorge.

## Titulature
Il avait formé la branche de Bellefaye et portait le titre de baron de Bellefaye. Cette baronnie lui fut adjugée en 1769. Elle avait été acquise par son oncle Jacques de Laage en 1720. Le château de Bellefaye (bien conservé jusqu'à nos jours) se situe en Limousin sur la commune de Soumans (Creuse). Il était aussi connu comme seigneur de Brie-sur-Marne, de Gaumont et de la Barre.

## Notice généalogique
Son épouse, Marie-Madeleine Thérèse de Heere, fille de Pierre François de Heere, président du présidial d'Orléans, et de Marie Thérèse Seurrat de Bellevue, ainsi que sœur du chevalier de Heere, dont il nous reste un portrait de Carmontelle lorsqu’il était capitaine au régiment Colonel-général. Elle lui donna trois enfants : leur fils aîné, Clément-François-Philippe (1764 † 1824), également fermier général, échappa de justesse à la guillotine. Il avait reçu en avance son diplôme de licencié en lettres, puis avait épousé Anne-Jeanne-Josèphe-Antoinette Duruey, dont le père avait médité avec Louis XVI quelques projets de fuite hors de France ; leur fille Marie-Thérèse (1767 † ?), a été mariée au marquis de Villeneuve de Vence, pair de France sous Louis XVIII; enfin leur dernier fils, Fortuné (1780 † 1824), passé plus tard aux colonies.